# Celbridge
Celbridge (Cill Droichid en gaélico) es un pueblo cercano al paso del río Liffey en la provincia de Leinster, en el Condado de Kildare, Irlanda. Está situado a 22 kilómetros de Dublín, y tiene una población aproximada de 20,000 habitantes. 
En los últimos años Celbridge ha experimentado un fuerte crecimiento, aunque la mayoría de los servicios y el entretenimiento de la ciudad se encuentran en la “main street” (la calle principal). De hecho, Celbridge es el municipio más grande de Irlanda en tener sólo una calle. Aunque ha aumentado de tamaño, no tiene nuevas calles ("streets"), sino "roads", mucho más pequeñas y de menos importancia. 
El nombre de Celbridge deriva del gaélico "Cill Droichid", algo así como "La iglesia por el puente". En ocasiones se le ha denominado Kildrought en inglés. 

## Lugares de interés
El pueblo de Celbridge es muy conocido porque en él se encuentra la Castletown House, una casa de campo construida en 1722 y conocida como la mayor de Irlanda. Entre otros, tiene una enorme sala de 80 pies elegantemente decorada y una impresionante escalera principal en el vestíbulo, de viga voladiza y hecha de piedra de Portland. "Connolly's Folly" o "The Obelisk" (el obelisco) es una estructura obelística cercana a Castletown House, construida en 1739. Mide 42 metros de alto y está decorada con formas de piedra.
Otra casa de campo antigua en Celbridge es la "Celbridge Abbey", construida en 1697 por el alcalde de Dublín, Bartholomew Van Homrigh. El "Rockbridge", en los jardines de la casa, es el puente más antiguo sobre el río Liffey.

## Personajes públicos
Celbridge fue lugar de residencia de Vanessa Van Homrigh, la amante de Jonathan Swift, el famoso escritor irlandés, autor de Los viajes de Gulliver. 
Sir Arthur Guinness, fundador de la empresa cervecera que lleva su nombre, también nació en esta localidad.
Damien Rice, gran figura de la música irlandesa actual, es de Celbridge, al igual que la banda Bell X1.